# اعصاب لبی قدامی
اعصاب لبیال قدامی (به انگلیسی: Anterior labial nerves) شاخه‌هایی ازعصب تهیگاهی‌کشاله‌ای یا همان عصب ایلیوگوینال هستند. اعصاب تپه ونوس یا مونس پوبیس و لبه بزرگ را در بانوان عصب دهی می‌کنند. اعصاب معادل در مردان اعصاب کیسه بیضه قدامی هستند.